# Karl Friedrich von Savigny
Karl Friedrich von Savigny (19. september 1814 i Berlin—11. februar 1875 i Frankfurt am Main) var en preussisk diplomat, søn af Friedrich Carl von Savigny .
Savigny indtrådte 1838 i den diplomatiske tjeneste og ansattes 1848 i udenrigsministeriet. Han støttede planen om en snævrere union inden for det tyske forbund og var 1849—59 sendemand i Karlsruhe og 1859—63 i Dresden. Endelig blev han april 1864 sendemand ved forbundsdagen og udmeldte her 14. juni 1866 Preussen af forbundet.
Senere førte han sammen med Bismarck fredsunderhandlingerne med de sydtyske stater og tog virksom del i det nordtyske forbunds ordning. Efter en strid med Bismarck — fordi han ikke selv blev forbundskansler — udtrådte ban af statstjenesten sommeren 1867, valgtes til rigsdagen og senere til det preussiske underhus og var i begge forsamlinger en af det katolske partis førere og ivrig modstander af Bismarck.